# Зеленка, Ян Дисмас

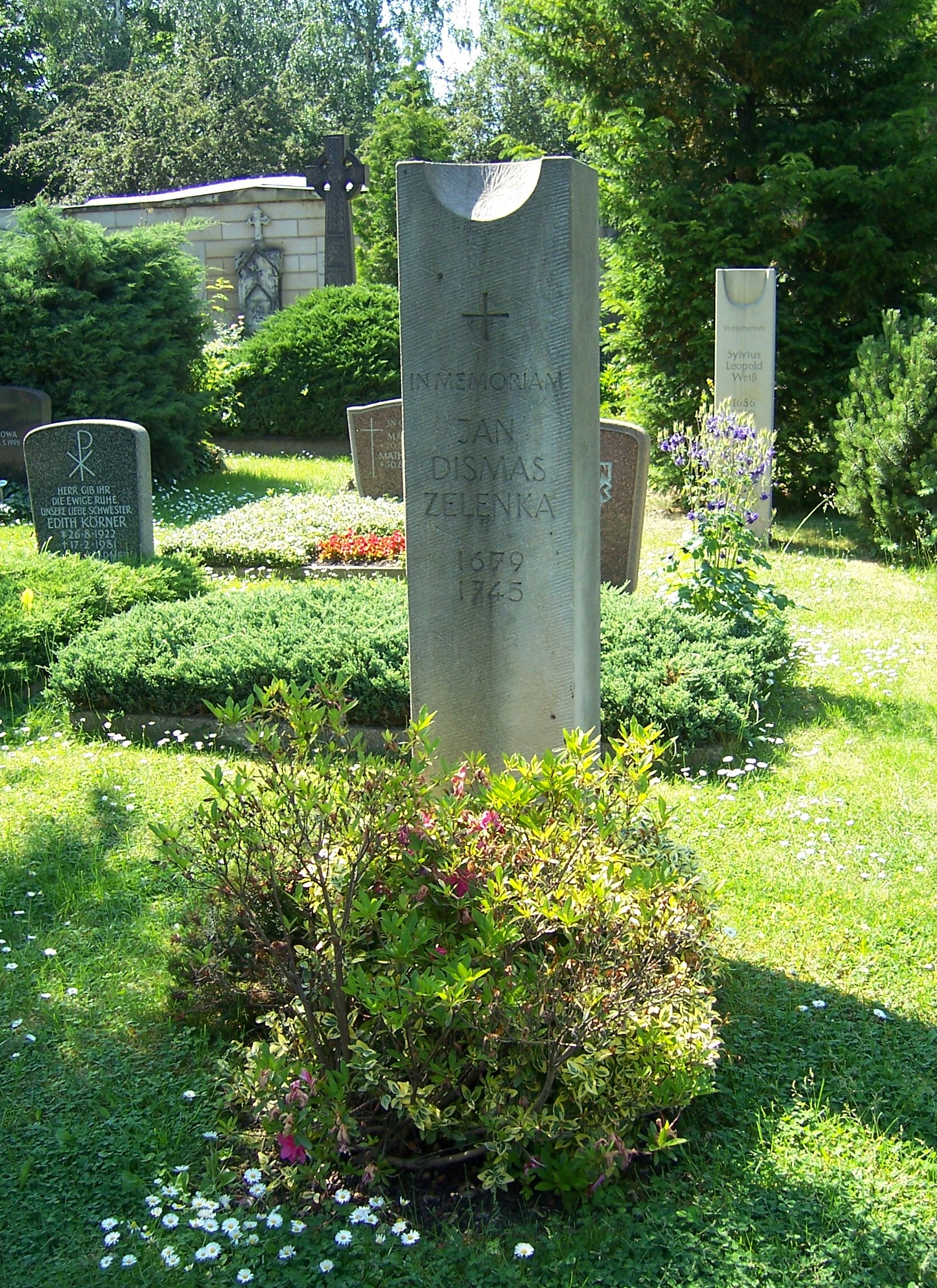
Могила Яна Зеленки в Дрездене

Ян Дисмас Зеленка (чеш. Jan Dismas Zelenka, 16 октября 1679, Лоуновице, Богемия — 23 декабря 1745, Дрезден) — чешский и немецкий композитор эпохи барокко.

## Биография
Сведений о жизни Зеленки сохранилось мало, неизвестна даже точная дата его рождения. Но в церкви города Лоуновице содержится запись о том, что 16 октября 1679 года в ней был окрещён первенец местного кантора, церковного органиста, а также учителя Йирика (Jirik) Зеленки и его супруги Марии Магдалены (в девичестве Гаек). Ребёнка крестили под именем Ян Лукас, но позже он, уже взрослым, принял имя Дисмас (документально — в 1704 году). Эта смена имени была результатом сильной любви композитора к истории жизни Христа: по Евангелию от Никодима (IV век), имя Дисмас принадлежало так называемому благоразумному, разбойнику, который был распят вместе с Иисусом, но во время казни искренне раскаялся в своих прегрешениях и уверовал в божественность Иисуса (Лк. 23: 39-43).
Со временем в семье появились на свет ещё семеро детей, в том числе двое мальчиков. Один из них, Ян Килиан, стал, как и отец, органистом в церкви в Лоуновице. Нет сведений о том, писал ли он музыку, подобно старшему брату, но имя Зеленки указано на ряде работ, не несущих признаков стиля Яна Дисмаса. Ещё меньше известно о другом брате — Матэе.
Предполагают, что Ян Дисмас Зеленка учился музыке, в том числе игре на скрипке, в иезуитском учебном центре Клементинум в Праге. С 1710 года играл на контрабасе в Дрезденской польской капелле короля Августа Сильного. Недолгое время работал также в Праге, в Вене, где в 1715 году изучал контрапункт под руководством Иоганна Фукса), в Венеции (1716—1717), где учился у Антонио Лотти. Есть предположение, что он занимался у Алессандро Скарлатти в Неаполе.
Вернулся в Германию в 1719 и остальную часть жизни провел в Дрездене, где служил в придворной капелле сначала вице-капельмейстером, затем дирижёром. В 1735 году получил там звание церковного композитора.

## Творчество
Основной сферой композиторской деятельности Зеленки была церковная музыка; центральное место в его наследии занимают 20 месс. Он является автором ораторий, реквиемов, кантат, мотетов, псалмов, а также мелодрамы о святом Венцеславе (1723). Будучи католиком, Зеленка тем не менее в своих мотетах впервые обращается к чешским, а не к традиционным латинским текстам.
Его духовные сочинения ценили Г. Ф. Телеман и И. С. Бах (сын последнего Вильгельм Фридеман Бах сделал по просьбе отца копию ре-мажорного Магнификата Зеленки). Произведения поздних лет не исполнялись при жизни композитора. После смерти его архив оказался собственностью королевского двора, копировать и издавать произведения этого автора не разрешалось — во избежание неудовольствия протестантской аристократии. И музыку Зеленки стали забывать. Некоторые его рукописи погибли в годы Второй мировой войны.
Возрождение интереса исполнителей и публики к творчеству композитора началось на рубеже 50-60-х годов XX века, когда в Чехословакии были опубликованы все сохранившиеся инструментальные и некоторые духовные произведения Зеленки. Но настоящее признание пришло в 70-80-х годах: переломной здесь стала запись шести трио-сонат для двух гобоев и бассо континуо (фагот и чембало), сделанная в 1972 Хайнцем Холлигером и его коллегами. Для российских слушателей первооткрывателем крупных сочинений Зеленки стал основатель и художественный руководитель Камерной капеллы «Русская консерватория» Николай Хондзинский. Среди мировых и российских премьер опусов Зеленки, проведённых капеллой под руководством Хондзинского, — первое исполнение «Gloria», для солистов хора и оркестра (Театральный зал ММДМ, 2010 год); первое исполнение в России «Miserere» ZWV 57 для солистов хора и оркестра (Евангелически-лютеранский собор Петра и Павла, 2009 год); первое исполнение в России «Miserere» ZWV 56 для солистов хора и оркестра (Кафедральный собор Непорочного зачатия Пресвятой Девы, 2011 год); первое исполнение «Kyrie», «Sanctus», «Agnus Dei» для хора и оркестра (Кафедральный собор Непорочного зачатия Пресвятой Девы, 2012 год); первое исполнение в России практически всех оркестровых сочинений композитора .

## Произведения

### Духовные сочинения

#### Мессы
Всего 23.
Среди них:
- Missa Sanctae Caeciliae (1711)
- Missa Judica me (1714)
- Missa sanctissimae trinitatis (1736).
- Missa votiva (1739)
- Missa circucisionis Domini nostri Jesu Christi
- Requiem до минор, ZWV 45
- Requiem ре мажор, ZWV 46
- Requiem ре минор, ZWV 48
- Requiem фа мажор, ZWV 49

#### Оратории
- Sub olea pacis et palma virtutis conspicua orbi regia Bohemiae Corona — Melodrama de St. Wenceslao (ZWV 175) (мелодрама в честь Святого Вацлава, в 1723 была поставлена в Клементинуме)
- I penitenti al sepolcro del Redentore (1736)
- Il serpente di bronzo (1730)
- Giesu al Calvario (1735)

#### Кантаты
- Immisit Dominus (1709),
- Deus Dux (1716)
- Attendite at videte (1712),
- Miserere (1722—1738)
- Magnificat C-dur
- Žalmy (53)

#### Другие сочинения
- Lamentationes Jeremiae prophetae pro hebdomara sancta (ZWV 203)
- Te Deum (ZWV 145, ZWV 146)
- De profundis (ZWV 50)
- Dixit Dominus (Псалом 110) (ZWV 66, ZWV 67, ZWV 68)

### Светские сочинения
- Серенада «Il Diamante» — ZWV 177
- 6 triových sonát pro dva hoboje, fagot a basso continuo (1721—1722),
- Hypochondrie á 7 (1723)
- Concerto á 8 concertanti (1723)
- Ouverture á 7 concertanti in F 2 violini, 2 oboe, Viola, Fagotto, Basso Continuo

## Признание
Сегодня Зеленка — один из крупнейших композиторов центральноевропейского барокко, его духовные и светские произведения широко исполняются и записываются.
В России сочинения Зеленки впервые прозвучали в исполнении Камерной капеллы «Русская консерватория» под руководством Николая Хондзинского (российские премьеры: Miserere in C minor, ZWV 57 Евангелически-Лютеранский собор Петра и Павла, Москва, 2009 г.; Miserere in D minor, ZWV 56 Кафедральный собор Непорочного Зачатия Пресвятой Девы, Москва, 2011 г.;
Simphonie à 8 concertanti, ZWV 189, Дворец на Яузе, Москва, 2010 г.; Concerto à 8 concertanti in G major, ZWV 186 Кафедральный собор Непорочного Зачатия Пресвятой Девы, Москва, 2010 г.; Ouverture-Suite in F major, ZWV 188 Кафедральный собор Непорочного Зачатия Пресвятой Девы, Москва, 2010 г. Мировые премьеры: Kyrie, Sanctus and Agnus Dei, ZWV 26 Кафедральный собор Непорочного Зачатия Пресвятой Девы, Москва, 2011 г.; Gloria ZWV 30 Московский Международный Дом Музыки, Москва, 2010 г.) 